# Бекхэм, Бруклин
Бруклин Джозеф Пельтц Бекхэм (англ. Brooklyn Joseph Peltz Beckham; род. 4 марта 1999, Вестминстер) — английская медийная личность и бывшая модель, старший сын бывшего английского футболиста Дэвида Бекхэма и английской певицы и модельера Виктории Бекхэм.

## Ранняя жизнь
Бруклин Бекхэм родился 4 марта 1999 года в Портлендской больнице в Лондоне, в семье Дэвида Бекхэма и Виктории Бекхэм (в девичестве Адамс). Сообщается, что мальчика назвали Бруклином, потому что Виктория узнала о своей беременности в Бруклине, Нью-Йорк. Однако, согласно автобиографии его матери «Учимся летать» 2001 года, ей и её мужу просто понравилось это имя. Виктория вспоминала, что только после выбора имени они «поняли, насколько оно подходит, потому что именно в Нью-Йорке, куда Дэвид приехал после чемпионата мира, она узнала, что беременна».
Детство Бруклина прошло в Мадриде и Лос-Анджелесе, где его отец играл за «Реал Мадрид» и «Лос-Анджелес Гэлакси». У него есть двое младших братьев Ромео Джеймс и Круз Дэвид и сестра Харпер Севен. В декабре 2004 года Бруклин и Ромео были крещены в частной часовне на территории особняка их родителей в Хартфордшире. Его крестными родителями стали Элтон Джон, Дэвид Ферниш и Элизабет Херли.
В 15 лет Бруклин работал по выходным в кофейне на западе Лондона. Так же он играл в Академии ФК «Арсенал», но ушёл в 2015 году, не получив стипендии.

## Карьера

### Модель
Бруклин начал профессионально заниматься модельным бизнесом в 2014 году и появлялся в редакционных статьях и на обложках Vogue China, Miss Vogue, Interview, L'Uomo Vogue, The New York Times Style Magazine и Dazed Korea. Его фотографировали Брюс Вебер, Терри Ричардсон, Дэниел Джексон и Аласдер Маклеллан.
Бекхэм был амбассадором бренда Huawei и смартфонов Honor 8 вместе со Скарлетт Йоханссон, Карли Клосс и Генри Кавиллом.
В 2016 году, в возрасте 16 лет, Бруклин Бекхэм участвовал в рекламной кампании Burberry BRIT вместе с такими моделями как Бен Рис, Карвелл Кондуа, Элиза Томас, Лив Мейсон Пирсон и Мэдди Демейн. Привлечение Бекхэма к участию в кампании было встречено критикой со стороны нескольких известных фотографов. Крис Флойд назвал решение Burberry нанять Бруклина «обесцениванием фотографии» и «явным непотизмом», а модный фотограф Джон Горриган - примером «некоторой несправедливости во многих областях» индустрии.

### Фотография
В 2017 году Бруклин объявил, что будет получать степень по фотографии в Школе дизайна Парсонс при Новой школе в Нью-Йорке. Он не смог закончить первый год четырехлетнего курса и впоследствии отказался от ученой степени. Первая книга фотографий Бекхэма под названием «Что я вижу» была опубликована в июне 2017 года. Реакция критиков была негативной. Несколько просочившихся в интернет снимков стали объектом насмешек в Твиттере, а пользователи высмеивали «ужасные фотографии и ещё более ужасные подписи». Однако Random House, издатель Бекхэма, защищал книгу как отражающую интересы его фанатов-подростков. Бруклин вернулся в Великобританию и в 2019 году стажировался у британского фотографа Рэнкина.

### Готовка
В 2021 году стало известно, что Бруклин собирается стать профессиональным шеф-поваром. Его онлайн-сериал «Готовим с Бруклином» , когда выяснилось, что для создания каждого эпизода требовалось 62 профессионала, а стоимость каждого эпизода составляла 100 000 долларов. Критики также отметили, что у Бекхэма нет настоящего профессионального опыта или подготовки.

## Личная жизнь
Ранее Бруклин встречался с американской актрисой Хлоей Грейс Морец, французско-тунисской моделью-певицей Соней Бен Аммар, канадской моделью Лекси Вуд, певицей Мэдисон Бир, танцовщицей Лекси Пантерра, Лотти Мосс (сестра модели Кейт Мосс), моделью Фиби Торранс, певицей Ритой Ора и английской моделью Ханой Кросс. Он присутствовал на Национальном съезде Демократической партии 2016 года в поддержку Хиллари Клинтон вместе с Морец. После нескольких расставаний и примирений Морец подтвердила, что в 2018 году они с Бекхэмом расстались навсегда после его измены.
В январе 2020 года, Бруклин подтвердил свои отношения с американской актрисой Николой Пельтц в Instagram. 11 июля 2020 пара объявила о помолвке. Они поженились 9 апреля 2022 года в Палм-Бич, Флорида, на еврейской церемонии (его прадедушка был евреем, а отец Пельтц - еврей).
На левой руке у него есть татуировка на иврите со строкой из Песни Песней: «Я принадлежу моей любви, а моя любовь принадлежит мне».